# Herbert Kilpin
Herbert Kilpin, né le 24 janvier 1870 à Nottingham et mort le 22 octobre 1916 à Milan, était un footballeur et entraîneur anglais. Il est l'un des cofondateurs de l'AC Milan (Milan Football and Cricket Club).

## Biographie

### Enfance
Issu de l'union d'Edward Kilpin et de Sarah Smith, Herbert Kilpin naquit au 129 de Mansfield Roaddans, dans l'arrière boutique de la boucherie familiale, à Nottingham, le 24 janvier 1870. Dernier d'une famille de 9 enfants, il grandit dans un milieu assez aisé, ce qui lui permit d'étudier les métiers de l'industrie du textile.
Le jeune Herbert ne tarda pas à se passionner pour le football. C'était un sport nouveau, en pleine expansion en Angleterre, codifié seulement 7 ans avant la naissance du Britannique. Comme l'a rappelé Kilpin, dans une des rares interviews qu'il accorda au journal italien Lo Sport Illustrato, le 28 février 1915, il n'avait que 13 ans lorsqu'il s'investit dans la fondation d'un petit club de football au maillot rouge à Garibaldi. Une couleur qui portera dans son cœur toute sa vie, puisqu'il l'a associé au noir afin de former le maillot milanais.
À cette époque, il joua comme amateur pour Notts Olympic et St. Andrews, à une époque où l'Angleterre entrait dans l'ère du professionnalisme.

### L'arrivée à Turin
Ayant trouvé un emploi de technicien industriel dans le textile, dans la petite entreprise italo-suisse Edoardo Bosio, Kilpin déménagea à Turin avec deux de ses compatriotes, Tom Gordon Savage et Henry W. Goodley, en 1891. Il avait pour mission d'implanter les premiers métiers à tisser mécaniques en Italie.
Kilpin eut un rôle clé dans le développement du football en Italie. Et c'est précisément cette année qu'il fonda le premier club de football italien, l'International Foot-ball Club de Turin, avec lequel il joua quelques années.
Transféré ensuite au FC Turin, il revint à l'International et disputa les deux premiers championnats de l'histoire du football italien, en 1898 et en 1899 contre Genoa. Bien qu'il n'en remporta aucun, c'est à ce moment-là qu'il commença à songer à la création d'un nouveau club. Lors du banquet qui célébrait la victoire de Genoa, Kilpin déclara : « C'est la dernière fois que vous gagnez ! Je fonderai un club à Milan qui vous battra ».

### L'arrivée à Milan et la fondation du club
En 1898 il s'installa à Milan en compagnie de son compatriote Samuel Richard Davies. Là, il commença à fréquenter l’American Bar où il fit la connaissance de plusieurs Anglais installés à Milan. Et c'est probablement le 16 décembre 1899, dans un salon de thé de l'Hôtel du Nord, que Kilpin et ses compatriotes Samuel Richard Davies, Penvhyn Llewellyn Neville, Kurt Lies, Henry Mildmay Saint John, Barnett et Hayes, ainsi que quelques Milanais (dont quelques-uns membres du club de football Ginnico Mediolanum) Piero et Alberto Pirelli, Daniele et Francesco Angeloni, Guido Valerio, Antonio Dubini et Giulio Cederna, fondèrent le Milan Cricket and Foot-Ball Club. C'est Herbert Kilpin lui-même qui choisira les couleurs du club : « Nous porterons du rouge et du noir : le rouge car nous serons des Diables, et le noir pour la peur que nous inspirerons chez l'adversaire ».
Kilpin est le plus expérimenté, le plus autoritaire, celui qui sait comment affronter les adversaires. À cette époque, les équipes de football n'avaient pas d'entraîneur et les commandes des clubs étaient données au joueur le plus représentatif. C'est ainsi que Kilpin devint l’entraîneur du Milan FCC. En tant qu'entraîneur et capitaine, il mena son équipe jusqu'à la victoire de 3 titres nationaux en 1901, 1906 et 1907.
Une anecdote raconte qu'un jour le terrain de football où s’entraînait le Milan était entouré d'un groupe de garçons. Lorsque Kilpin s'apprêta à tirer un pénalty, l'un des garçonnets frappa dans le ballon avant lui. Herbert le poursuivit et lui donna un coup de pied sur les fesses. « Qui l'aurai cru, confia l'Anglais, que j'aurai donné un coup de pied à un certain Renzo De Vecchi, qui deviendra par la suite le fils de Dieu » commenta Kilpin.
À ses débuts, Kilpin jouait au poste d'attaquant, mais au fil des années, il s'imposa comme défenseur.
Entre-temps, Herbert avait épousé en 1905 Maria Capua, une femme originaire de Lodi. Herbert racontera au sujet de sa nuit de noces : « J'ai reçu un télégramme qui m'invitait à participer à un match à Genève, contre les Grasshopper de Zurich. Ma femme, bien sûr, ne voulait pas me laisser y aller. Mais je lui ai rappelé que si elle ne m'autoriserait pas à continuer à jouer, je ne l'aurais pas épousé ». Lorsque Herbert revint chez lui, il avait pris un coup sur le nez et était presque méconnaissable.
Cependant Kilpin commençait à avoir un problème avec l'alcool. À ce sujet, il racontera: « J'ai bu au bar, à la maison ... pendant l'entraînement, et même pendant les matches ! ». Avant les matches, il plaçait même une bouteille derrière l'un des poteaux du but.

### Fin de carrière
Au début de la saison 1907-1908, le Milan AC, vainqueur des deux derniers championnats italiens, décida de ne pas adhérer à la ligue réservée aux joueurs italiens.
Le 12 avril 1908, frustré par la mise à l'écart des étrangers dans le championnat italien et la récente fondation de l'Internazionale, Kilpin décida de se retirer du football : « Il est temps de laisser la place aux jeunes. » déclara-t-il. Kilpin disputa son dernier match avec le Milan AC, contre Narcisse Sports Montreaux, en amical (4-3 pour Milan). Malgré les multiples demandes de retour des dirigeants lombards, l'Anglais ne voulut jamais réintégrer le club milanais.
Il resta encore quelque temps dans le football en tant qu'entraîneur des jeunes d'Enotria (petit club milanais). Avant de retourner en Angleterre pour son travail, il participa au célèbre tournoi Palla Dapples avec le Torino.
Il mourut d'une cirrhose du foie le 22 octobre 1916, à Milan.
Après le football Herbert resta dans l'ombre. Certaines sources pensaient à un retour de l'Anglais dans son pays d'origine, d'autres pensaient qu'il avait finalement changé d'avis sur ce sujet. Le doute subsista jusqu'en 1999, lorsque Luigi La Rocca, un historien passionné par le Milan AC, découvrit sa tombe au cimetière Maggiore, à Milan, dans le domaine réservé aux protestants, après plus d'un an de recherche. Il se trouvait dans une fosse commune sans nom ou plaque apposée, avec des archives attribuant à la dépouille le nom d'Alberto. Le club fut contacté et c'est ainsi que Kilpin put recevoir une inhumation officielle. Il fut ensuite transféré dans le Cimitero Monumentale de Milan, dédié aux personnalités qui ont contribué à la gloire de la ville.

## Palmarès
- Champion d'Italie : 1901, 1906 et 1907 (AC Milan).